# Favrskovs kommun
Favrskovs kommun är en kommun i Østjylland i Region Midtjylland i Danmark. Centralorten är Hinnerup. Favrskovs kommun har 47 117 invånare (2012) och är 540,25 km² stor.
Favrskovs kommun bildades i samband med danska kommunreformen 2007 och är en sammanslagning av Hadstens kommun, Hammels kommun, Hinnerups kommun, Hvorslevs kommun samt den södra delen av Langå kommun. Kommunens högsta punkt är Lysnet (131 meter över havet), och den ljungklädda kullen Busbjerg är en markant utsiktspunkt. Kommunen är mestadels ett moränlandskap med många stora kullar och dalar, och är ett gammalt kulturlandskap där nästan samtliga sockenkyrkor härstammar från den romanska perioden.
| Kommunens största orter |           |                 |                 |     |
| Nr                      | Ort       | Invånare (2011) | Invånare (2012) | +/– |
| 1                       | Hadsten   | 7 901           | 7 956           | +55 |
| 2                       | Hinnerup  | 7 191           | 7 230           | +39 |
| 3                       | Hammel    | 6 881           | 6 929           | +48 |
| 4                       | Søften    | 2 625           | 2 677           | +52 |
| 5                       | Ulstrup   | 2 016           | 2 021           | +5  |
| 6                       | Thorsø    | 1 803           | 1 791           | –12 |
| 7                       | Laurbjerg | 1 009           | 1 006           | –3  |
| 8                       | Folby     | 950             | 945             | –5  |
| 9                       | Voldum    | 869             | 872             | +3  |
| 10                      | Selling   | 686             | 665             | –21 |